# 라르비 벤부다우드
라르비 벤부다우드(프랑스어: Larbi Benboudaoud, 1974년 3월 5일~)는 프랑스의 유도 선수이다. 2000년 하계 올림픽 남자 하프라이트급에서 은메달을 획득했다.

## 생애
1974년 알제리 보르즈제무라에서 태어났으며 얼마 지나지 않아 가족들과 프랑스로 이주했다. 프랑스로 이주 후에는 파리 근처의 뒤니에 정착했으며 10세 때 유도를 시작했다. 15세 때 US 뒤니의 유스팀에 입단하여 유도 선수 과정을 시작했으며 프랑스 국내 주니어 유도 대회를 석권했다. 이후 1994년에 주니어 국가대표가 되었고 이듬해인 1995년에는 국가대표로 발탁되었다.
1996년 애틀랜타에서 열린 1996년 하계 올림픽에 참가했으며 1회전에서 브라질의 엔히키 기마랑이스에게 패하며 탈락했다. 이후 2000년 하계 올림픽에서는 결승까지 올랐으며 결승에서 튀르키예의 휘세인 외즈칸에게 패해 은메달을 획득했다.
2004년까지 프랑스 국가대표로 활동한 그는 은퇴 후에는 지도자로 활동했고 뤼시 데코스, 클라리스 아그베녜누 등의 프랑스 대표 선수들을 양성했다. 또한 2022년까지 프랑스 국가대표팀 감독을 맡았으며 프랑스 유도 연맹 회장인 스테판 노미와의 대표팀 운영 의견 차이로 인해 사퇴했다.